# Folgaria
Folgaria település Olaszországban, Trento megyében. Lakosainak száma 3163 fő (2023. január 1.). Folgaria Besenello, Calliano, Laghi, Lavarone, Terragnolo, Altopiano della Vigolana, Rovereto, Caldonazzo és Lastebasse községekkel határos.

## Népesség
A település népességének változása:
| Lakosok száma | 3163 | 3161 | 3163 |
|               | 2017 | 2018 | 2023 |